# 陸慧綿
陸慧綿（1976年—），台灣電影導演。2020年以電影《迷走廣州》入圍義大利都靈影展國際競賽片單元、金馬影展國際影評人費比西獎。

## 生平
陸慧綿出生在台北，1994年就讀台北市立松商商職期間成立戲劇社，自編自導劇場作品，並加入校外實驗劇場劇團「臨界點劇象錄」。1996年成立「百樂門大戲班劇團」為90年代重要的都市本土劇團，劇團活躍期間涵養眾多不同風格的表演者及創作者。2006年以「繼續向前走-台灣小劇場運動史建構的探索」研究論文取得佛光大學藝術學研究所碩士學位，2008年結束劇團運作，移居美國紐約學習電影製作，2012年返回台灣就讀於臺北藝術學院電影創作研究所主修導演專業，2016年以短片《深夜海產店》入圍首爾國際女性影展亞洲短片競賽單元，2017年以短片《我媽的婚禮》獲得台灣國際女性影展評審團特別提及獎，並取得碩士學位。2018年她以電影劇本《迷走廣州》獲得國家優良劇本優等獎，以及電影長片輔導金的挹注，並在2019年7月完成《迷走廣州》的拍攝。2020年《迷走廣州》於台北電影節舉行世界首映，女主角張雅玲獲得台北電影獎最佳女主角的提名，並於第57屆金馬獎入圍最佳女配角。

## 電影作品

### 劇情長片
2020年：《迷走廣州》（Mickey on the Road）

#### 參展、獲獎與提名
| 年份 | 類 別                           | 項目單元                 | 作品     | 結果 |
| ---- | ------------------------------- | ------------------------ | -------- | ---- |
| 2020 | 台北電影節                      | 最佳女主角               | 迷走廣州 | 入圍 |
| 2020 | 溫哥華國際影展                  | Getaway Series單元       | 迷走廣州 |      |
| 2020 | 上海國際電影節                  | 亞洲新人獎               | 迷走廣州 | 入圍 |
| 2020 | 高雄電影節                      | 台灣越界單元             | 迷走廣州 |      |
| 2020 | 義大利都靈影展                  | 國際競賽片               | 迷走廣州 | 入圍 |
| 2020 | 金馬影展                        | 國際影評人費比西獎       | 迷走廣州 | 入圍 |
| 2020 | 第57屆金馬獎                    | 最佳女配角               | 迷走廣州 | 入圍 |
| 2021 | 新加坡華語電影節                |                          | 迷走廣州 |      |
| 2021 | 韓國富川國際奇幻影展            | World Fantastic Blue單元 | 迷走廣州 |      |
| 2021 | 美國聖保羅明尼阿波尼斯 國際影展 |                          | 迷走廣州 |      |
| 2021 | 美國紐約亞美國際影展            | 最佳美術設計             | 迷走廣州 | 得獎 |
| 2021 | 巴西聖保羅國際影展              | 國際影片                 | 迷走廣州 |      |

### 劇情短片
- 2015年：深夜海產店（Midnight Dance）
- 2016年：我媽的婚禮（My Mom's Wedding）

#### 參展、獲獎與提名
| 年份 | 類 別            | 項目單元                | 作 品      | 結 果 |
| ---- | ---------------- | ----------------------- | ---------- | ----- |
| 2015 | 高雄電影節       | 高雄拍                  | 深夜海產店 |       |
| 2016 | 洛杉磯亞太影展   | Daughter Rule The World | 深夜海產店 |       |
| 2016 | 首爾國際女性影展 | 亞洲短片競賽            | 深夜海產店 | 入圍  |
| 2016 | 台灣國際女性影展 | 台灣獎                  | 深夜海產店 | 入圍  |
| 2017 | 台灣國際女性影展 | 評審團特別提及獎        | 我媽的婚禮 | 得獎  |
| 2017 | 洛杉磯台美電影節 | 觀眾票選獎              | 我媽的婚禮 | 得獎  |

## 外部連結
金馬影展:https://www.goldenhorse.org.tw/film/about/archive/detail/2867 （页面存档备份，存于）
第三十八屆義大利都靈影展:https://www.torinofilmfest.org/en/38-torino-film-festival/film/mickey-on-the-road/42954/ （页面存档备份，存于）
高雄電影節台灣越界單元:https://www.kff.tw/TW/film/filmDetail/5421%5B%5D